# Mesvicker
Mesvicker (Vicia disperma) är en ärtväxtart som beskrevs av Dc.. Enligt Catalogue of Life ingår Mesvicker i släktet vickrar och familjen ärtväxter, men enligt Dyntaxa är tillhörigheten istället släktet vickrar och familjen ärtväxter. Arten förekommer tillfälligt i Sverige, men reproducerar sig inte. Inga underarter finns listade i Catalogue of Life.